# Clave efímera
Una clave criptográfica se denomina efímera si se genera para cada ejecución de un proceso de establecimiento de claves. En algunos casos, las claves efímeras se utilizan más de una vez dentro de una misma sesión (por ejemplo, en aplicaciones de difusión) en la que el emisor genera solo un par de claves efímeras por mensaje y la clave privada se combina por separado con la clave pública de cada destinatario. Contrasta con una clave estática.

## Clave de acuerdo de clave efímera privada / pública
Las claves efímeras privadas de acuerdo de clave son las claves privadas de los pares de claves asimétricas que se utilizan en una única transacción de establecimiento de claves para establecer una o más claves (por ejemplo, claves de envoltura de claves, claves de cifrado de datos o claves MAC) y, opcionalmente, otro material de clave (por ejemplo, vectores de inicialización).